# Fanny Farveløs
Fanny Farveløs er en dansk børnefilm fra 1997, der er instrueret af Natasha Arthy efter manuskript af Annegrete Kraul.

## Handling
Det er en rigtig dum dag. Grå-gammel-leverpostej-karklud-januar-mandag-morgen. Fanny er også lidt snotnæset, så det er nok rarere at blive hjemme under dynen. Fanny spiller syg, og mor hopper på den. Men lige lidt hjælper det, for mor skal på arbejde, og så må Fanny slæbes til dagsygeplejersken og børnepasseren fru Helger. Der er dømt nederlag. Men så sker miraklet. Fru Helger er til fest og farver og eventyr. Og dagen flyver af sted i store kjoler, balsale og badekar - og der er naturligvis også en hvid ridder på en hvid hest.

## Medvirkende
- Timian Kaysø - Fanny
- Sidse Babett Knudsen - Fannys mor
- Anne Marie Helger - Fru Helger
- Martin Brygmann - Prinsen på den hvide hest
- Emma Bech - Tvilling 1
- Sara Bech - Tvilling 2
- Louise Harder Rasmussen
- Camilla Harder Rasmussen
- Morten Storm
- Christian Storm